# Le Subdray
Le Subdray ist eine französische Gemeinde mit 968 Einwohnern (Stand: 1. Januar 2022) im Département Cher in der Region Centre-Val de Loire. Sie gehört zum Arrondissement Bourges und zum Kanton Chârost.

## Geographie
Le Subdray liegt etwa zehn Kilometer südwestlich von Bourges. Umgeben wird Le Subdray von den Nachbargemeinden Morthomiers im Norden und Nordwesten, La Chapelle-Saint-Ursin im Norden und Nordosten, Bourges im Nordosten, Trouy im Osten, Arçay im Südosten, Saint-Caprais im Süden sowie Saint-Florent-sur-Cher im Westen und Südwesten. 

## Bevölkerungsentwicklung
| Jahr                      | 1962 | 1968 | 1975 | 1982 | 1990 | 1999 | 2006 | 2013 |
| Einwohner                 | 342  | 355  | 425  | 431  | 478  | 712  | 832  | 992  |
| Quelle: Cassini und INSEE |      |      |      |      |      |      |      |      |

## Sehenswürdigkeiten
- Kirche Notre-Dame aus dem 12. Jahrhundert, seit 1926 Monument historique (siehe auch: Liste der Monuments historiques in Le Subdray)
- Schloss Le Sollier aus dem 17. Jahrhundert

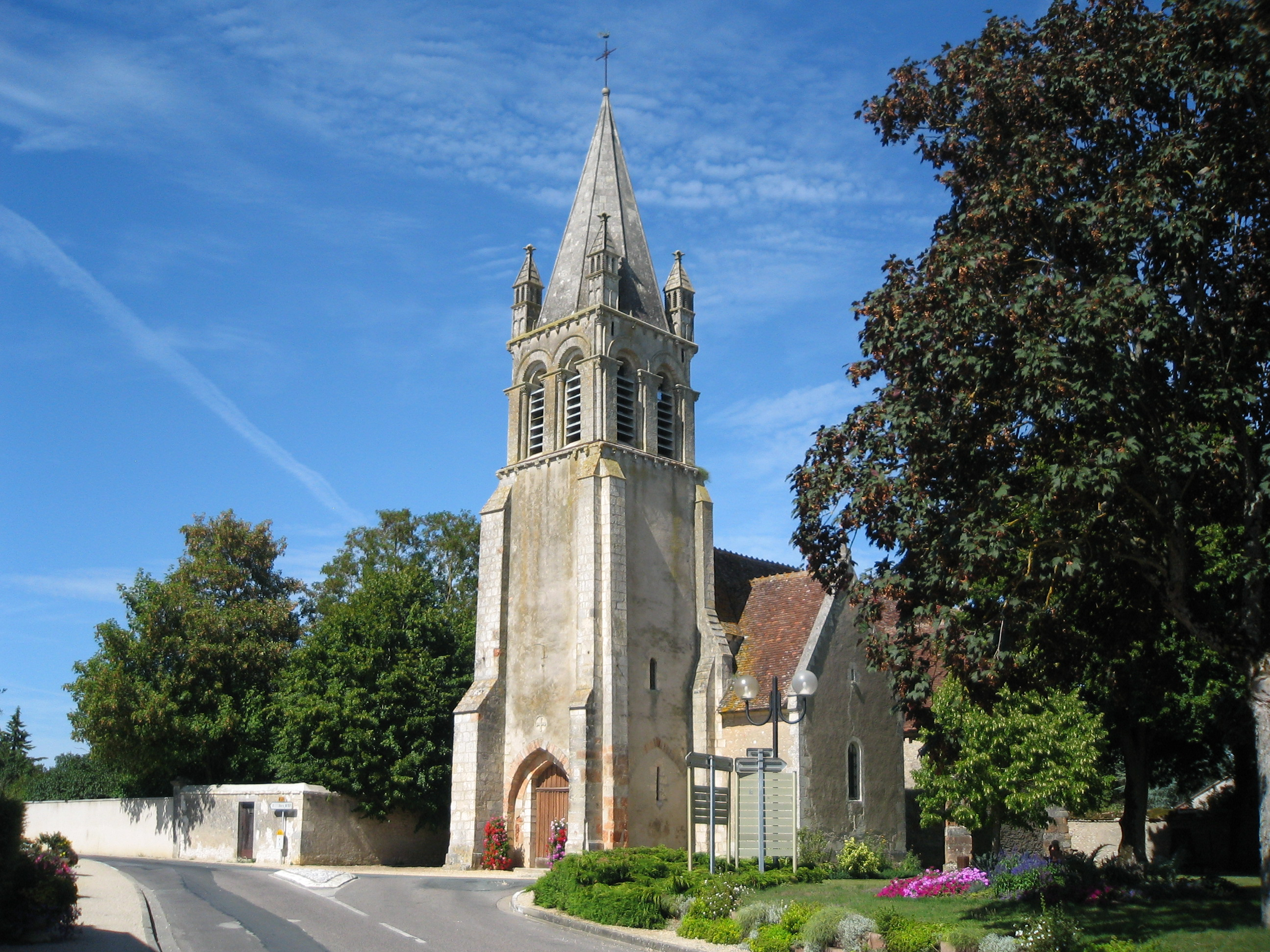
Kirche Notre-Dame